# Brachypogon brazzai
Brachypogon brazzai är en tvåvingeart som först beskrevs av Vattier och Adam 1966.  Brachypogon brazzai ingår i släktet Brachypogon och familjen svidknott.
Artens utbredningsområde är Kongo. Inga underarter finns listade i Catalogue of Life.